# Karl Brunn
Karl Brunn (* 20. Oktober 1931; † 1. März 2004) war ein deutscher Fußballspieler, der als Offensivspieler von 1955 bis 1960 in der damals erstklassigen Fußball-Oberliga Südwest mit insgesamt 111 Ligaspielen und 36 Toren für die Vereine Eintracht Bad Kreuznach und FK Pirmasens geführt wird. Von 1958 bis 1960 gehörte der Angreifer in drei Runden in Folge jeweils dem Meisterteam des FK Pirmasens in der Oberliga Südwest an. In 12 Endrundenspielen um die deutsche Fußballmeisterschaft erzielte der vielseitig einsetzbare Stürmer ein Tor.

## Laufbahn

### Neureut und Durlach, bis 1955
Karl Brunn erlernte das Fußballspiel bei seinem Heimatverein FC Neureut im nordbadischen Amateurfußball. In der Runde 1950/51 verfehlte er mit der Vizemeisterschaft knapp den Aufstieg in die 1. Amateurliga Nordbaden. Nachdem der Stürmer mit seinem Verein aus dem damalig noch selbstständigen Neureut in der Saison 1951/52 in der 2. Amateurliga Mittelbaden (Staffel 1) lediglich den achten Platz belegt hatte, nahm er zur Saison 1952/53 das Angebot vom ASV Durlach an und wechselte zur Elf vom Turmbergstadion in die 2. Liga Süd. Drei Jahre sammelte er unter den Trainern Paul Slopianka-Hoppe, Heinz Trenkel und Curt Schulze Spielerfahrung im süddeutschen Vertragsspielerlager. Mit Mitspielern wie Karl-Heinz Mosakowski, Heinrich Schön, Theo Sommerlatt und Franz Ulaga belegte er in den ersten zwei Jahren die Plätze sieben (1953) und zehn (1954), ehe er im dritten Jahr, in der Saison 1954/55, mit Durlach in das Amateurlager abstieg. Brunn hatte mehrere Angebote, war fast sicher beim 2. Ligakonkurrenten SV Wiesbaden gelandet und unterschrieb dann kurzfristig bei Eintracht Bad Kreuznach in der Südwestoberliga.

### Oberligafußball, 1955 bis 1960
Brunn wurde im Rundenverlauf für vier Monate gesperrt, da ihm finanzielle Unregelmäßigkeiten im Zusammenhang mit seiner Verbindung im Sommer 1955 mit Wiesbaden vorgeworfen wurden. So konnte der Angreifer für das Team aus dem Nahe-Tal in seiner ersten Runde unter Trainer Josef Rasselnberg, 1955/56, nur 19 Ligaeinsätze bestreiten, in denen er fünf Tore zum Erreichen des achten Platzes an der Seite seines ehemaligen Durlacher Sturmkollegen und neuen Eintracht-Torjägers mit 21 Toren, Karl-Heinz Mosakowski, beisteuerte.
In seiner zweiten Saison bei Bad Kreuznach, 1956/57, zeichnete sich Brunn mit zwölf Treffern in 28 Ligaeinsätzen aus. Er weckte mit seinen Leistungen das Interesse von ambitionierteren Vereinen und schloss sich zur Saison 1957/58 dem FK Pirmasens an.
Beim FKP hatte der Meistermacher aus Dortmund, Helmut Schneider, das Traineramt übernommen und vom Borsigplatz Helmut Kapitulski in die Schuhstadt mitgebracht. Da auch noch der torgefährliche Herbert Schroer in der Schuhstadt unterschrieben hatte, war mit der Mannschaft vom „Horeb“ ein ernsthafter Meisterschaftsanwärter entstanden. Nach der Hinrunde führte Pirmasens überlegen mit 27:3 Punkten die Oberliga Südwest an. An der Seite des überragenden Angreifers Kapitulski (24 Tore), den Sturmkollegen Hans Breitzke, Heini Seebach, Herbert Schroer und Emil Weber, feierte Brunn mit 27 Ligaeinsätzen und sechs Toren am Rundenende die Meisterschaft. Bei dem mit 1:3 Toren verlorenen Heimspiels am 23. Februar 1958 gegen den 1. FC Saarbrücken, wurde Brunn vom Platz gestellt und der FKP durfte zwei Heimspiele nicht auf dem „Horeb“ austragen. In der verkürzten Endrunde um die deutsche Meisterschaft wegen der Weltmeisterschaft in Schweden, lief er in den drei Spielen gegen den 1. FC Nürnberg (2:2), 1. FC Köln (1:1) und den Hamburger SV (1:2) jeweils auf Halbrechts an der Seite von Rechtsaußen Schroer auf. In seiner zweiten Saison im Stadion Horeb an der Zweibrücker Straße, 1958/59, verbesserte er seine Bilanz bei der gelungenen Titelverteidigung auf zehn Tore in 26 Ligaeinsätzen. Insgesamt erzielte der Angriff mit Schroer, Brunn, Seebach, dem Neuzugang Richard Sehrt, Kapitulski und Breitzke im Südwesten 95 Tore. In die Endrunde 1959 startete der FKP am 16. Mai in Ludwigshafen vor 60.000 Zuschauern mit einem sensationellen 4:0-Erfolg gegen den Westmeister 1. FC Köln. Kapitulski (2), Seebach und Schroer zeichneten sich dabei gegen die Kölner Defensive um Fritz Ewert, Herbert Dörner, Karl-Heinz Schnellinger und Hans Sturm als Torschützen aus. Beim späteren Deutschen Meister Eintracht Frankfurt verlor der Südwestvertreter am 23. Mai vor 81.000 Zuschauern im Waldstadion mit 2:3 Toren. In seiner dritten Saison, 1959/60, erzielte Brunn in 15 Ligaeinsätzen drei Tore beim Titelhattrick. Neuzugang Heinz Hohmann (28 Spiele/19 Tore) hatte sich sofort einen Stammplatz im Angriff erobert und war auch als Torschütze wesentlich in Erscheinung getreten. In der Endrunde überzeugte der Südwestmeister aber mit 1:11 Punkten nicht. Beim 1:1-Heimremis gegen den 1. FC Köln erzielte Brunn den Pirmasenser Treffer.
Pirmasens verpflichtete zur Saison 1960/61 mit Klaus Matischak und Rolf Fritzsche zwei neue Offensivakteure, dazu noch den Internationalen Rudolf Hoffmann für die Defensive, so dass Brunn nach 64 Oberligaeinsätzen für Pirmasens mit 19 Toren und dem Gewinn von drei Südwestmeisterschaften im Sommer 1960 seine Tätigkeit in Pirmasens beendete und sich dem Freiburger FC in der 2. Liga Süd anschloss.

### Freiburg und Ende als Vertragsfußballer, 1960 bis 1963
Drei Runden spielte Brunn von 1960 bis 1963 für den FFC in der 2. Liga Süd. Gemeinsam mit Mitspielern wie Horst Wilkening (ab 1960), Torhüter Peter Kunter, Mittelfeldspieler Heinz Crawatzo (beide ab 1961) und im letzten Jahr des alten Ligasystems vor Einführung der Fußball-Bundesliga, 1962/63, mit Karl-Heinz Bente und Emil Poklitar, belegte er mit der Elf aus dem Möslestadion zweimal den sechsten Rang und half 1963 mit dem Erreichen des fünften Ranges mit, für den FFC die Nominierung für die neu eingeführte Fußball-Regionalliga Süd ab 1963/64 erlangt zu haben.
Im Sommer 1963 siedelte er vom Breisgau wieder in seine Heimat nach Karlsruhe um und beendete seine fußballerische Laufbahn im dortigen Amateurbereich.